# Erika Nonhlanhla Seyama
Erika Nonhlanhla Seyama (née le 19 janvier 1994) est une athlète swazie, spécialiste du saut en hauteur.
Elle porte son record personnel à 1,80 m pour remporter le titre de Championne d’Afrique 2018. Elle est particulièrement remarquée lors de la cérémonie d'ouverture de l’Universiade d'été de 2019.